# Dokkedal
Dokkedal (af dokke (= hulning, fordybning) + dal) er en landsby i det nordøstlige Himmerland med 138 indbyggere (2008). Dokkedal er beliggende mellem Kattegat og Lille Vildmose syv kilometer syd for Egense, 11 kilometer øst for Kongerslev og 31 kilometer sydøst for Aalborg. Landsbyen hører under Aalborg Kommune og er beliggende i Mou Sogn.
Dokkedal er beliggende helt ud til Kattegat. Landsbyen er centreret langs den nord-sydgående Kystvej, er knap en kilometer lang. Boligerne er primært beliggende i en række langs Kystvej. Der findes ikke egentlige boligkvarterer, men mere spredt parcelhusbebyggelse på syd og øst siden af byen. I bakkeområderne ud mod Kattegatkysten er der spredt sommmerhusbebyggelse.
Der er overvejende tale om mindre landarbejderhuse og mindre parcelhuse med små forhaver mod vejen. I byens nordlige udkant ligger Mulbjerg Kro lidt tilbagetrukket fra vejen.
Byen er præget af gennemgående trafik især i sommermånederne. Der er fortov og cykelsti i begge sider af vejen, ligesom der er etableret vejbump på den gennemgående vej en regional buslinje kører gennem byen.
Dokkedal ligger i beskyttende læ for vinden fra Kattegat, idet de karakteristiske Mulbjerge tårner sig op og blokerer for havudsigten i hele landsbyens udbredelse. Vest for Mulbjergene strækker landskabet sig fladt ud, og byen indrammes mod sydvest af skovbevoksning og mod nord af marker. Mulbjergene, er et utroligt naturfænomen, og udsigten mod land og vand er fantastisk fra ”bjergenes” top.
Midt i landsbyen ligger Remisen, hvor de gamle håndværk og maskinel knyttet til tidligere tiders mosebrug i Lille Vildmose holdes i hævd. I landsbyens vestlige del findes sportsplads med ”medborgerhus”. Dokkedal Kirke ligger også i byen. Fire kilometer vest for Dokkedal ligger Lille Vildmosecentret. Der lå tidligere en efterskole ved navn Lille Vildmose Efterskole eller "Den lille vilde". Den lukkede i 2013, efter 8 år.

## Historie
Dokkedal landsby bestod i 1682 af 11 gårde, 1 hus med jord og 1 hus uden jord. Det samlede dyrkede areal udgjorde 161,7 tønder land skyldsat til 23,22 tønder hartkorn. Dyrkningsformen var græsmarksbrug med tægter.